# Ecnomus danielae
Ecnomus danielae är en nattsländeart som beskrevs av Francois-Marie Gibon 1992. Ecnomus danielae ingår i släktet Ecnomus och familjen trattnattsländor. Utöver nominatformen finns också underarten E. d. orientalis.